# Yago Lamela
Yago Lamela Tobía (24. července 1977, Avilés, Asturie – 8. květen 2014) byl španělský atlet, jehož hlavní disciplínou byl skok daleký.
Na MS juniorů 1996 v Sydney skončil na 4. místě, když skočil 773 cm. O jeden centimetr dál skočil Brit Nathan Morgan a stříbro bral Lamelův krajan Raúl Fernández za 775 cm.
Na halovém ME 1998 ve Valencii obsadil výkonem 795 cm 5. místo a na evropském šampionátu v Budapešti skončil na 8. místě. V roce 1999 se stal v Göteborgu mistrem Evropy do 23 let a získal stříbro na světovém šampionátu v Seville.
V roce 2002 se stal ve Vídni halovým vicemistrem Evropy a vybojoval bronz na evropském šampionátu v Mnichově.
Dvakrát reprezentoval na letních olympijských hrách. V roce 2000 na olympiádě v Sydney neprošel sítem kvalifikace a o čtyři roky později na letní olympiádě v Athénách skončil na 11. místě.

## Halový evropský rekord
7. března 1999 na halovém MS v japonském Maebaši vybojoval stříbrnou medaili, když skočil do vzdálenosti 856 cm, čímž vytvořil nový halový evropský rekord. O deset let později rekord překonal na halovém ME v Turíně Němec Sebastian Bayer, který skočil 871 cm, čímž se dostal na druhé místo v dlouhodobých tabulkách.

## Osobní rekordy
- hala – 856 cm – 7. březen 1999, Maebaši
- venku – 856 cm – 24. červen 1999, Turín